# 사일런트 뫼비우스
『사일런트 뫼비우스』(일본어: サイレントメビウス, 영어: SILENT MÖBIUS)는 아사미야 키아가 카도카와서점의 『월간 코믹 콤프』에서 1988년부터 연재하기 시작한 만화다. 중간에 월간 코믹 드라곤으로 이적하여 1999년 전 12권으로 완결했다.